# (4189) Sayany
(4189) Sayany (1979 SV9) – planetoida z pasa głównego asteroid okrążająca Słońce w ciągu 3,5 lat w średniej odległości 2,3 j.a. Odkryta 22 września 1979 roku.